# 1900 en philosophie
Chronologie de la philosophie
- 1896
- 1897
- 1898
- 1899
- 1900
- 1901
- 1902
- 1903
- 1904

L’année 1900 a été marquée, en philosophie, par les événements suivants :

## Publications
- Edmund Husserl, Logical Investigations (1900)
- Nitobe Inazō, Bushidō, l'âme du Japon (1900)
- George Herbert Mead, Suggestions Towards a Theory of the Philosophical Disciplines (1900)

## Naissances
- 15 janvier : R. B. Braithwaite (Angleterre, -1990)
- 31 janvier : Omraam Mikhaël Aïvanhov (Bulgarie, -1986) (Fraternité blanche universelle ?)
- 11 février : Hans-Georg Gadamer (-2002)
- 27 février : Keiji Nishitani (Japon, -1990)
- 23 mars : Erich Fromm (Allemagne-USA, -1980)
- 24 mars : Hugo Kükelhaus (Allemagne, -1984)
- 25 avril : Wolfgang Pauli (Autriche, -1958)
- 15 juin : Gotthard Günther (Allemagne, -1984)
- 20 juin : Enrico Castelli Gattinara di Zubiena (Italie, -1977)
- 25 juin : Lorenzo Giusso (Italie, -1957)
- 29 juin : Antoine de Saint-Exupéry (France, -1944)
- 14 juillet : Richard Rudolf Walzer (en) (Allemagne-Angleterre, -1975)
- 16 juillet : Riccardo Del Giudice (it) (Italie, -1985)
- 7 octobre : Herbert Butterfield (Angleterre, -1979)
- 19 août : Gilbert Ryle (Angleterre, -1976)
- 3 novembre : Leo Löwenthal (Allemagne, -1993)
- ? : Amadou Hampâté Bâ (Mali, -1991)

## Décès
- 4 janvier : Charles Lévêque (France, 1818-)
- 20 janvier : John Ruskin (Angleterre, 1819-)
- 6 février : Piotr Lavrov, philosophe russe, né en 1823, mort à 76 ans.
- 6 mars : Friedrich Kirchner (Allemagne, 1848-)
- 18 mai : Félix Ravaisson (France, 1813-)
- 13 août : Vladimir Soloviev (Russie, 1853-)
- 25 août : Friedrich Nietzsche (Allemagne, 1844-)
- 28 août : Henry Sidgwick, philosophe anglais, né en 1838, mort à 62 ans.
- 28 octobre : Max Müller (Allemagne, 1823-)
- ? : Vasilij Petrovič Preobraženskij (Russie, 1864-)
- ? : Joseph Neuhäuser (Allemagne, 1823-)

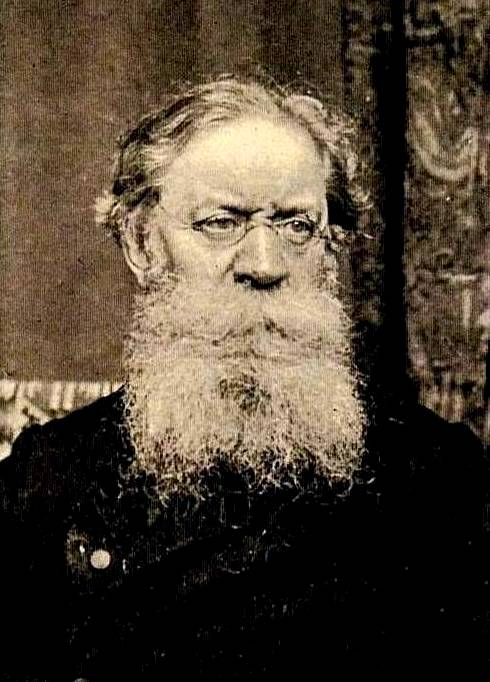
Pjotr Lavrov (1823-1900)
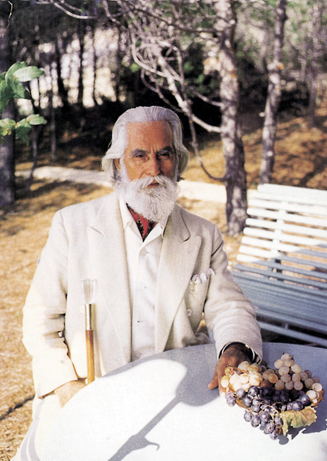
Omraam Mikhaël Aïvanhov (1900-1986)
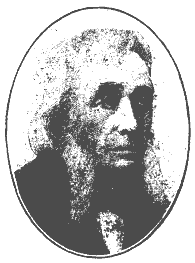
Félix Ravaisson (1813-1900)
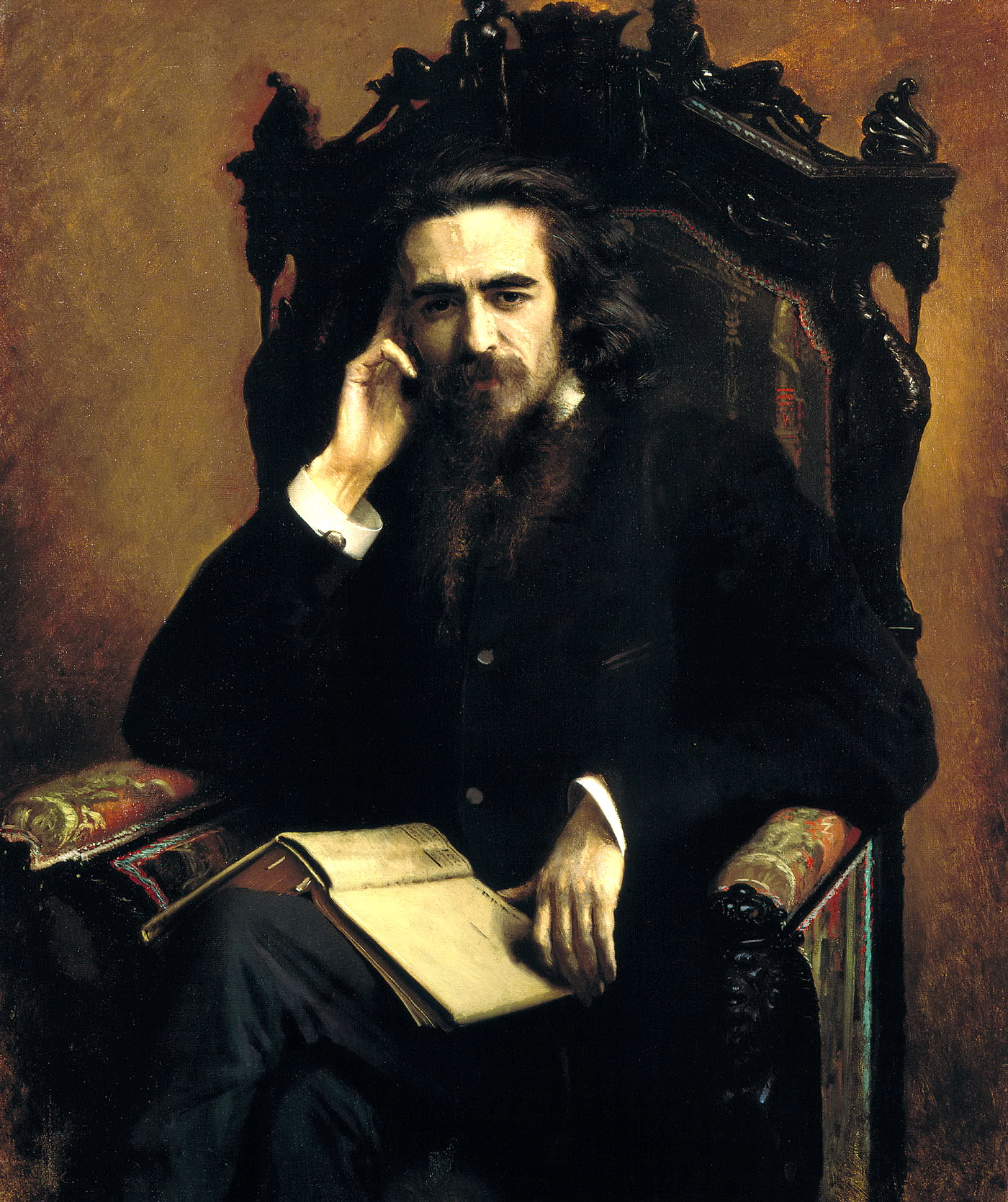
Vladimir Soloviev (1853-1900)
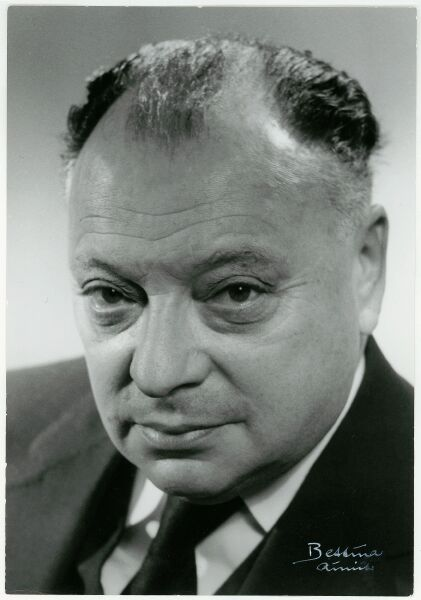
Wolfgang Pauli (1900-1958)
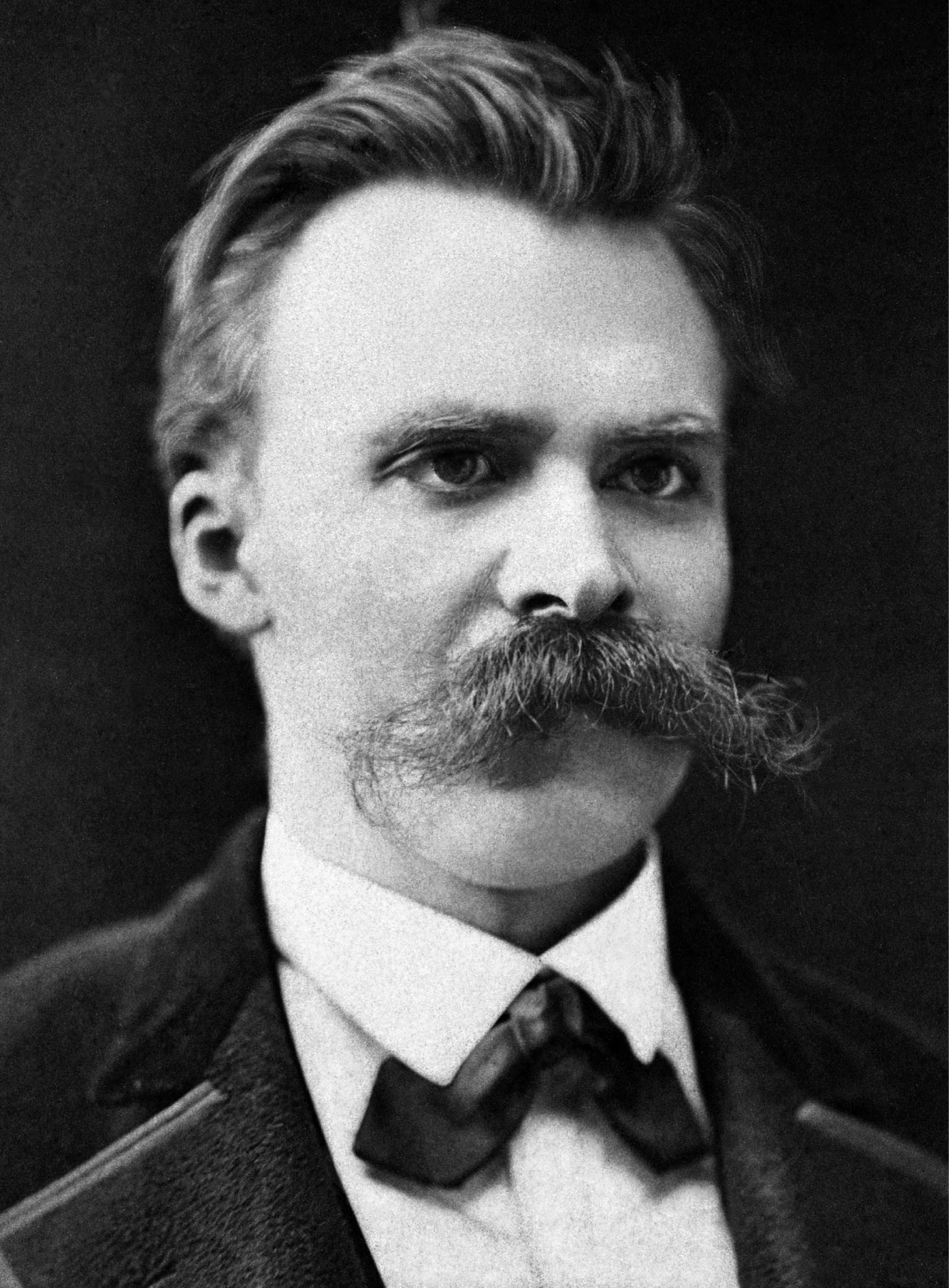
Friedrich Nietzsche (1844-1900)
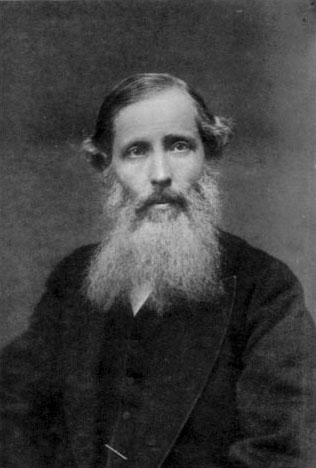
Henry Sidgwick (1838-1900)
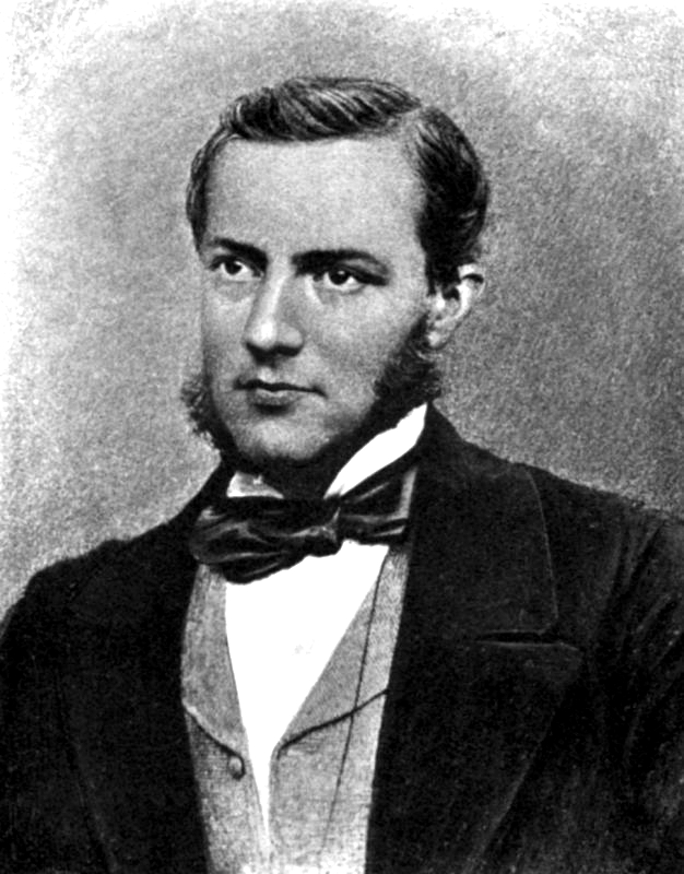
Max Müller (1823-1900)